# Закульта
Заку́льта (рос. Закульта) — село у складі Хілоцького району Забайкальського краю, Росія. Адміністративний центр Закультинського сільського поселення.

## Населення
Населення — 473 особи (2010; 509 у 2002).
Національний склад (станом на 2002 рік):
- росіяни — 63 %
- буряти — 34 %